# Shangjie, Fujian
Shangjie (kinesiska: 上街) är en köping i sydöstra Kina. Den ligger i Minhou härad i provinshuvudstaden Fuzhou i provinsen Fujian, omkring 12 kilometer väster om centrala Fuzhou. Antalet invånare är 165 860. Befolkningen består av 82 858 kvinnor och 83 002 män. Barn under 15 år utgör 7,0 %, vuxna 15-64 år 88 %, och äldre över 65 år 3,0 %.